# Экваториальный пояс

Экваториальный пояс по Б. П. Алисову

Экваториальный пояс — географический пояс Земли, расположенный по обе стороны от экватора от 5°—8° с. ш. до 4°—11° ю. ш., между субэкваториальными поясами.

### Климат
- Преобладание в течение всего года экваториальных воздушных масс.
- Постоянно высокие температуры (на равнинах 24°— 30 °C).
- Слабые неустойчивые ветры. Характерно наличие полосы пониженного давления с постоянным притоком в неё пассатов и тенденцией к общим восходящим движениям воздуха и быстрой трансформацией тропического воздуха во влажный экваториальный (относительная влажность 80—95 %).
- Обильные в течение всего года осадки (1500—3000 мм, местами до 10 000 мм).
- Постоянно жаркий и влажный экваториальный климат, обусловленный большим притоком солнечной радиации. Климатические сезоны не выражены или выражены слабо. Пониженное давление, обильные тропические дожди, высокая температура, но без засушливых периодов создают условия для произрастания влажноэкваториальных лесов и возделывания ценных тропических культур (саговая и кокосовая пальмы, бананы, ананасы, какао и персики)
- Континентальный и океанский типы экваториального климата различаются очень мало. В высокогорном экваториальном климате температура несколько ниже, количество осадков меньше. На высоте 4500 м лежит граница пояса вечных снегов.

### Природа
Преобладают густые многоярусные леса с исключительным разнообразием флоры и фауны. Животный мир экваториальных лесов богат и разнообразен. Многие животные обитают на деревьях. Многочисленны различные обезьяны. Разнообразны птицы, насекомые, термиты. К наземным обитателям относят мелких копытных (африканский оленёк и др.).